# Conor
Conor ist ein männlicher Vorname.

## Herkunft und Bedeutung
Conor ist eine anglisierte Form des irischen Namens Conchobhar (altirisch Conchobar) mit der Bedeutung „Hundefreund“ bzw. „Wolfsfreund“. Eine weit verbreitete Variante des Namens ist Connor.

## Namensträger

### Form Conor
- Conor Beresford, britischer Pokerspieler
- Conor Casey (* 1981), US-amerikanischer Fußballspieler
- Conor Loren Clapton (1986–1991), Sohn von Eric Clapton
- Conor Clifford (* 1991), irischer Fußballspieler
- Conor Coady (* 1993), englischer Fußballspieler
- Conor Daly (* 1991), US-amerikanischer Rennfahrer
- Conor Gallagher (* 2000), englischer Fußballspieler
- Conor Kostick (* 1964), britisch-irischer Historiker und Autor
- Conor Leslie (* 1991), US-amerikanische Schauspielerin und Fotografin
- Conor Maguire (1889–1971), irischer Jurist und Politiker
- Conor Maynard (* 1992), britischer Popsänger
- Conor McGregor (* 1988), irischer MMA-Kämpfer
- Conor McPherson (* 1971), irischer Dramatiker
- Conor Oberst (* 1980), US-amerikanischer Musiker
- Conor Cruise O’Brien (1917–2008), irischer Politiker und Journalist
- Conor Shanosky (* 1991), US-amerikanischer Fußballspieler

### Form Connor
- Connor Colquhoun (* 1996), walisischer Synchronsprecher und Webvideoproduzent
- Connor Drinan (* 1989), US-amerikanischer Pokerspieler
- Connor Geiger (* 1994), deutscher Politiker (Volt)
- Connor Gibbs (* 2001), US-amerikanischer Schauspieler
- Connor James (* 1982), kanadischer Eishockeyspieler
- Connor Lade (* 1989), US-amerikanischer Fußballspieler
- Connor McConvey (* 1988), irischer Radrennfahrer
- Connor McDavid (* 1997), kanadischer Eishockeyspieler
- Connor Metcalfe (* 1999), australischer Fußballspieler
- Connor Mills (* 1998), deutscher Kinderdarsteller
- Connor Murphy (* 1993), US-amerikanischer Eishockeyspieler
- Connor Paolo (* 1990), US-amerikanischer Filmschauspieler
- Connor Trinneer (* 1969), US-amerikanischer Schauspieler
- Connor Wickham (* 1993), englischer Fußballspieler
- Connor Wilson (* 1996), südafrikanischer Skirennläufer

## Sonstiges
- Conor, der Kelte, US-amerikanische Fantasyserie
- Dún Conor, archäologischer Fundplatz in Irland